# 保靖州宣抚司
保靖州宣抚司，明朝洪武六年（1373年）升保靖州安抚司置，治所在今湖南省保靖县。初属湖广承宣布政使司，旋改隶湖广都司。领五寨、竿子坪二长官司。清朝雍正七年（1729年）改保靖县。
首任宣慰使司为彭世雄，以后历任均为彭氏世袭。